# 孙忠同
孙忠同（1944年10月—），山东文登人。中國人民解放軍將領，1965年9月加入中国共产党。中共中央党校经济管理专业函授毕业，中央党校大学学历。1993年7月晋升为少将军衔，2002年7月晋升为中将军衔。2006年6月24日晋升为上将军衔。

## 履历
1990年9月任坦克师政治委员。1990年10月担任总政治部宣传部副部长，1993年5月担任解放军报报社的总编辑。1994年9月担任解放军报社社长。2001年7月担任解放军总政治部主任助理。
2004年7月担任解放军总政治部副主任、中央軍委紀律檢查委員會書記。2007年10月担任中共中央紀律檢查委員會副書記、中國人民解放軍總政治部副主任、中央軍委紀律檢查委員會書記。2008年起担担任全国人大代表。中共第十六屆候補中央委員，第十七屆中央委員。